# 에다역 (후쿠시마현)
에다역(일본어: 江田駅)은 일본 후쿠시마현 이와키시에 위치한 동일본 여객철도 반에쓰토선의 철도역이다. 단선 승강장 1면 1선의 구조를 갖춘 지상역이다.

## 이용 현황
| 승차 인원 추이 | 승차 인원 추이 |
| 연도           | 1일 평균       |
| -------------- | -------------- |
| 2000           | 22             |
| 2001           | 22             |
| 2002           | 25             |
| 2003           | 25             |
| 2004           | 19             |

## 역 주변
- 나쓰이 강 계곡

## 역사
- 1948년 10월 1일 : 에다 가승강장으로서 개업.
- 1963년 7월 15일 : 가승강장에서 신호장으로 변경. 여객 승강장은 접속 가능하게 됨.
- 1984년 12월 1일 : 재변경, 신호장에서 가승강장으로 변경.
- 1987년 4월 1일 : 일본국유철도 분할 민영화에 의해, 동일본 여객철도가 승계. 정식역으로 변경. 다만, 영업 거리는 설정되어 있지 않음.
- 1990년 3월 10일 : 영업 거리 설정.

## 인접 역
| ■ 반에쓰토선         | ■ 반에쓰토선 | ■ 반에쓰토선           |
| -------------------- | ------------ | ---------------------- |
| 오가와고 이와키 방면 | ■ 반에쓰토선 | 가와마에 고리야마 방면 |